# 藤田進 (陸軍軍人)
藤田 進（ふじた すすむ、1884年12月21日 - 1959年2月7日）は、日本の陸軍軍人。第13軍司令官、第3師団長等を歴任した。階級は陸軍中将勲一等功二級。石川県出身。

## 経歴
1904年（明治37年）10月24日陸軍士官学校第16期を15番/549名で卒業する。同期には岡村寧次（6番）・土肥原賢二（8番）・板垣征四郎（36番）・安藤利吉（47番）ら陸軍大将がいる。同11月1日に歩兵少尉に任官する。歩兵中尉を経て1913年（大正2年）陸軍大学校（25期）を卒業する。以後歩兵科将校として累進しフランス駐在を経験する。1919年（大正8年）9月2日から参謀本部附の身分でチリに駐在し、1921年（大正10年）4月20日チリ公使館附武官に就任する。1922年（大正11年）12月28日帰国。
1925年（大正14年）5月1日陸軍歩兵学校教官、1928年（昭和3年）3月8日に歩兵大佐へ進み歩兵第15連隊長に任命される。1929年（昭和4年）8月1日に第19師団参謀長に移り、1932年（昭和7年）12月7日に少将へ進級し歩兵第32旅団長となる。1934年（昭和9年）3月5日の陸軍兵器本廠附の後、同年4月21日から独立混成第1旅団長となり、1936年（昭和11年）3月7日から陸軍歩兵学校長に任命される。同年8月1日に中将に任ぜられ、1937年（昭和12年）8月2日第3師団長に就任する。
1939年（昭和14年）10月14日参謀本部附、同年10月26日には第13軍司令官に就任する。1940年（昭和15年）4月29日功により勲一等旭日大綬章を受章し、同年12月2日参謀本部附、1941年（昭和16年）1月20日待命となり、同31日予備役編入となる。大戦末期には予備役将校が次々と召集される中、藤田も1945年（昭和20年）4月1日金沢師管区司令官に就任。同司令官のまま終戦を迎える。
1947年（昭和22年）11月28日、公職追放仮指定を受けた。

## 栄典
位階
- 1904年（明治37年）12月8日 - 正八位[2]

勲章
- 1938年（昭和13年）8月13日 - 勲一等瑞宝章[3]
- 1940年（昭和15年）7月13日 - 旭日大綬章[4]